# 安哥爾語
安哥爾語（Angor或Anggor，又作Senagi）是巴布亞紐幾內亞賽納幾語言家族中的一個成員。

## 外部鏈結
- PARADISEC的檔案：關於安哥語的項目 （页面存档备份，存于）